# Palden Gyatso
Pour les articles homonymes, voir Gyatso.
Palden Gyatso (tibétain : དཔལ་ལྡན་རྒྱ་མཚོ་, Wylie : dpal ldan rgya mtsho) est un moine bouddhiste tibétain né à Pa-Nam dans le district de Gyantsé au Tibet en 1933 et mort dans le quartier McLeod Ganj de la ville de Dharamsala en Inde le 30 novembre 2018 à l’hôpital Delek.
Après le soulèvement tibétain de 1959, il a été arrêté et a passé 33 ans dans les prisons chinoises. C'est un prisonnier d'opinion reconnu par la section italienne d'Amnesty International.
Après sa libération en 1992, il a quitté le Tibet pour un exil à Dharamsala, en Inde du nord. Il put alors pratiquer le bouddhisme tibétain comme un moine libre, et témoigner de ce qu’il a vécu au Tibet en particulier dans son livre Le Feu sous la neige.

## Biographie
Palden Gyatso est né en 1933, durant l'année du singe d'eau (entre janvier et le 24 février 1933), à Pa-Nam, dans le district de Gyantsé, au Tibet central.
À l’âge de dix ans, il décide de devenir moine, et à seize ans, il quitte le monastère de Gadong à Shigatsé, pour rejoindre celui de Drépoung dans la capitale tibétaine, Lhassa où il étudie avec Rigdzin Tenpa, un lama réalisé de Kinnaur également enseignant du 14e dalaï-lama,.
Après le soulèvement tibétain de 1959, Palden Gyatso est arrêté, accusé d'être lié à Rigzin Tenpa dont les Chinois allèguent qu'il est un espion indien, en interprétation de la participation de ce dernier à la délégation envoyée par le gouvernement tibétain en Inde après le Seconde Guerre mondiale pour établir des relations avec les chefs politiques indiens peu avant l'indépendance de l'Inde. Pour Palden Gyatso, son lama racine n'a commis aucun crime, et il refuse de l'accuser comme le lui demande la police. Torturé, sévèrement battu avec des bâtons aux extrémités couvertes de clous, Palden Gyatso est condamné à 7 ans d’emprisonnement. C’est enchaîné, les mains dans le dos, qu’il passe alors les deux années suivantes. Il s'évade en 1962, mais est repris lors de son passage à la frontière avec l'Inde. Il est condamné à huit années supplémentaires d’emprisonnement. Battu des heures durant, on lui attache les mains dans le dos, et il est ainsi suspendu par les bras au plafond. Dans une carrière de pierre où il effectue des travaux forcés, il fait la connaissance de Tenzin Choedrak.
En 1976, après la mort de Mao Zedong, Palden Gyatso est « libéré », mais il reste retenu dans un camp de travail près de Lhassa. Après avoir alerté la population des exactions chinoises dans les prisons, Palden Gyatso est à nouveau arrêté et condamné à huit autres années d’emprisonnement pour ses activités « contre-révolutionnaires ».
En 1990, transféré à la prison de Drapchi, appelée aussi Prison no 1, il ne cesse d’être battu et de subir de nombreuses tortures avec électrochocs.
Libéré le 25 août 1992, Palden Gyatso rejoint la frontière népalaise, emportant avec lui les électrodes et les pièces officielles des sentences de ses trente-trois ans passés dans les prisons et camps de travail forcé. Après des nuits et des jours de marche, il est reçu et écouté par le 14e dalaï-lama comme tous les nouveaux exilés tibétains arrivant en Inde.

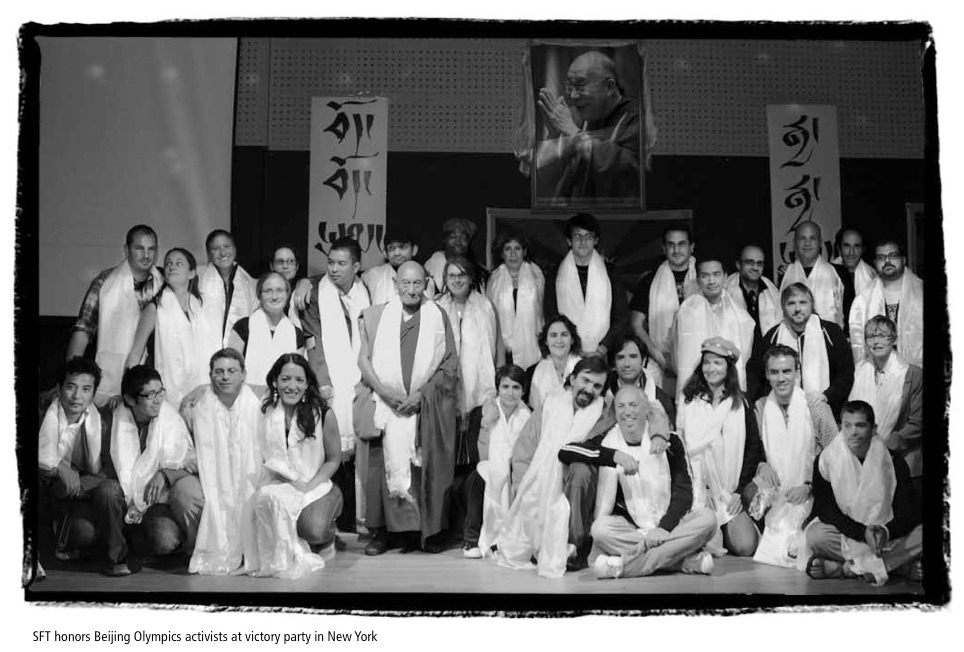
Students for a Free Tibet honore les militants des Jeux olympiques de Pékin à la fête de la victoire à New York en 2008 (Palden Gyatso en robe, debout au centre).

Le moine tibétain consacre sa vie à informer le monde de ce qui se passe au Tibet, dans les prisons et dans les camps de travail. Il a pu témoigner devant la Commission des droits de l'Homme à Genève en mars 1994 et devant le Parlement français en octobre 1995.
Palden Gyatso rejoint Dharamsala où siège l'administration tibétaine en exil, et témoigne en Occident comme au sein de sa communauté en exil, les répressions chinoises au Tibet. Palden Gyatso s'était déjà rendu dans la plupart des pays occidentaux dont les États-Unis, la France, le Royaume-Uni, l'Allemagne, le Portugal, où ses témoignages ont bouleversé les médias et les audiences.
Le 1er octobre 2000, il inaugure un monument commémoratif en bronze représentant les deux lions des neiges, emblème du Tibet, devant la maison d'Alexandra David-Néel à Digne-les-Bains.
En novembre 2018, le moine âgé de 85 ans, alité depuis des semaines dans le monastère de Kirti Jepa, a demandé à ne pas être soumis à un traitement médical invasif. Il déclare alors : « Je suis heureux et avantagé d'avoir vécu aussi longtemps. J'ai également été avantagé en prison quand j'ai failli mourir de faim, mais ai survécu contrairement à beaucoup de mes amis qui sont morts devant moi. ».
On lui a diagnostiqué un cancer du foie quelques mois avant sa mort à l'hôpital Delek où il était entouré de moines de Kirti.

## Publications
- Le Feu sous la neige avec l'historien tibétain Tsering Shakya, Actes Sud, 1997,  (ISBN 2-7427-1358-1)
- (en) Fire Under The Snow, Palden Gyatso, The Harvill Press, 1997, Londres  (ISBN 1 86046 509 9)

### Filmographie
- (en) Interview de Palden Gyatso par Annie Lennox : Palden Gyatso
- Le feu sous la neige (long-métrage en anglais - sous-titrages en français en cours) : Le site "Fire under the snow", bande-annonce